# Dinodontosaurus

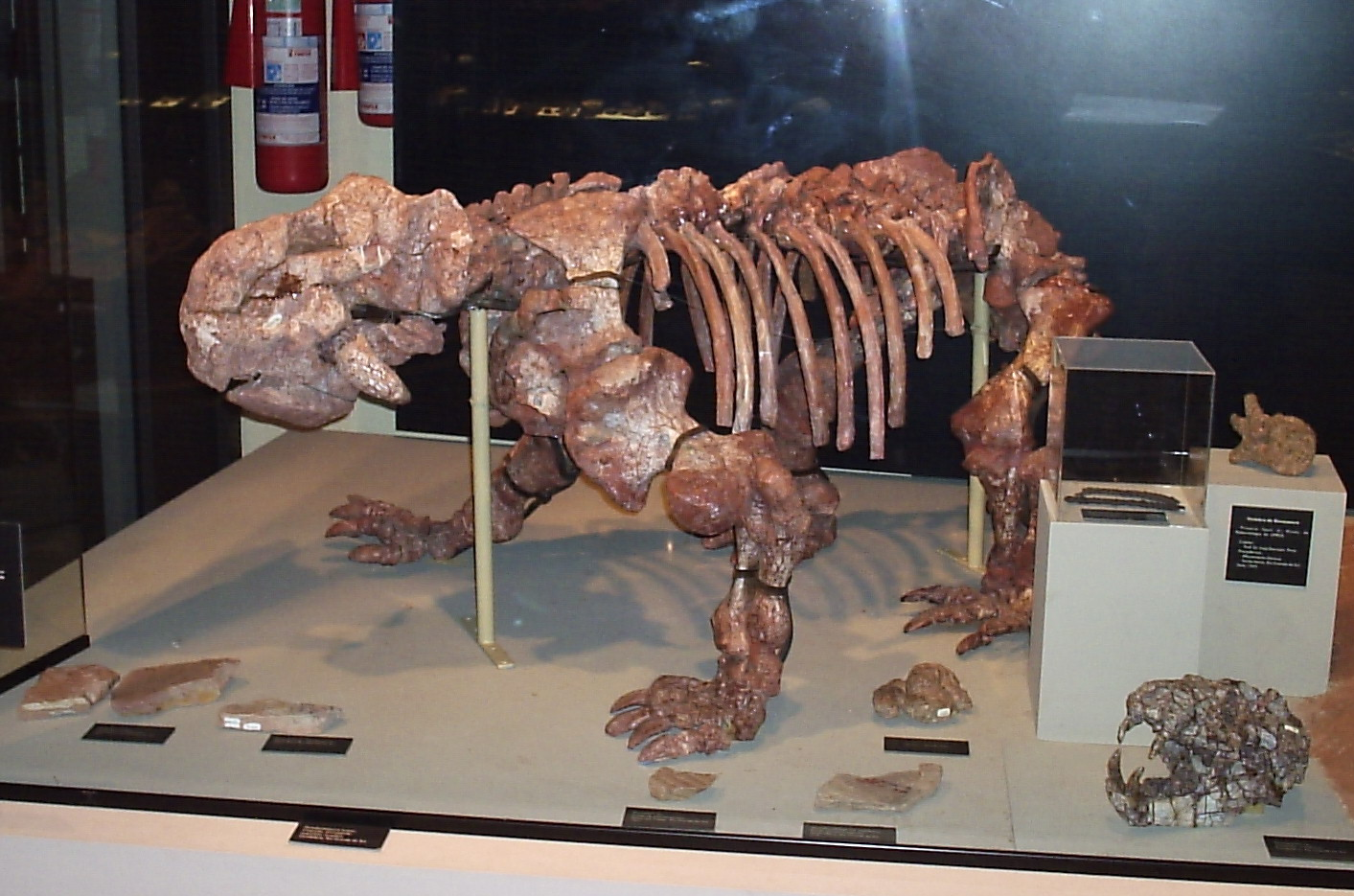
Esqueleto de un dinodontosaurio.

Dinodontosaurus (gr. lagarto con dientes terribles) es un género extinto de terápsidos dicinodontes (reptiles similares a mamíferos) que vivió en el periodo Triásico  y seguramente se extinguió a finales de éste. Parece ser que  Dinodontosaurus  turpior era una de las especies más comunes en el Triásico Medio. El descubridor de esta especie fue el paleontólogo alemán Friedrich von Huene en 1929; halló individuos adultos junto a varias crías en una excavación situada en São Pedro do Sul, Rio Grande do Sul (Brasil), lo que sugiere que este animal era maternal y social (vivían en manadas más o menos grandes). 